# Корпус сохранения мира в демилитаризованной зоне
Корпус сохранения мира в демилитаризованной зоне — полицейские силы, созданные в соответствии с соглашением в Тангу для поддержания порядка в демилитаризованной зоне к югу от Великой стены в 1930-х.
В соответствии с условиями перемирия Императорская армия Японии отходила к Великой стене, а регулярные части НРА отходили на юг из демилитаризованной зоны. В самой зоне, частично захватывавшей города Бэйпин и Тяньцзинь, общественный порядок должен был поддерживать Корпус сохранения мира в демилитаризованной зоне.
В соответствии с секретными статьями Перемирия Тангу, в Корпус не могли вступать бывшие члены добровольческих антияпонских формирований. Это означало, что японцы могут заполнить штаты Корпуса солдатами бывших коллаборационистских китайских частей, принимавших участие на японской стороне во вторжении в провинцию Жэхэ и в Операции «Нэкка».
В конце 1935 года после провозглашения создания автономного правительство восточного Цзи корпус был распущен, а его подразделения вошли в состав новой Восточно-Хэбэйской армии.